# Down to Earth (Rainbow-album)
Down to Earth är ett studioalbum av den brittiska hårdrocksgruppen Rainbow, från 1979.
Bandet:
- Ritchie Blackmore / gitarr
- Roger Glover / bas
- Cozy Powell / trummor
- Don Airey / keyboard
- Graham Bonnet / sång

Albumet är Cozy Powells sista skiva med Rainbow, och likaså Graham Bonnets. Två av Rainbows största hits finns med på denna skiva, All night long och Since you been gone.

## Låtlista
1. All Night Long
2. Eyes of the World
3. No Time to Lose
4. Makin' Love
5. Since You Been Gone
6. Love's No Friend
7. Danger Zone
8. Lost in Hollywood